# چپمن استیک

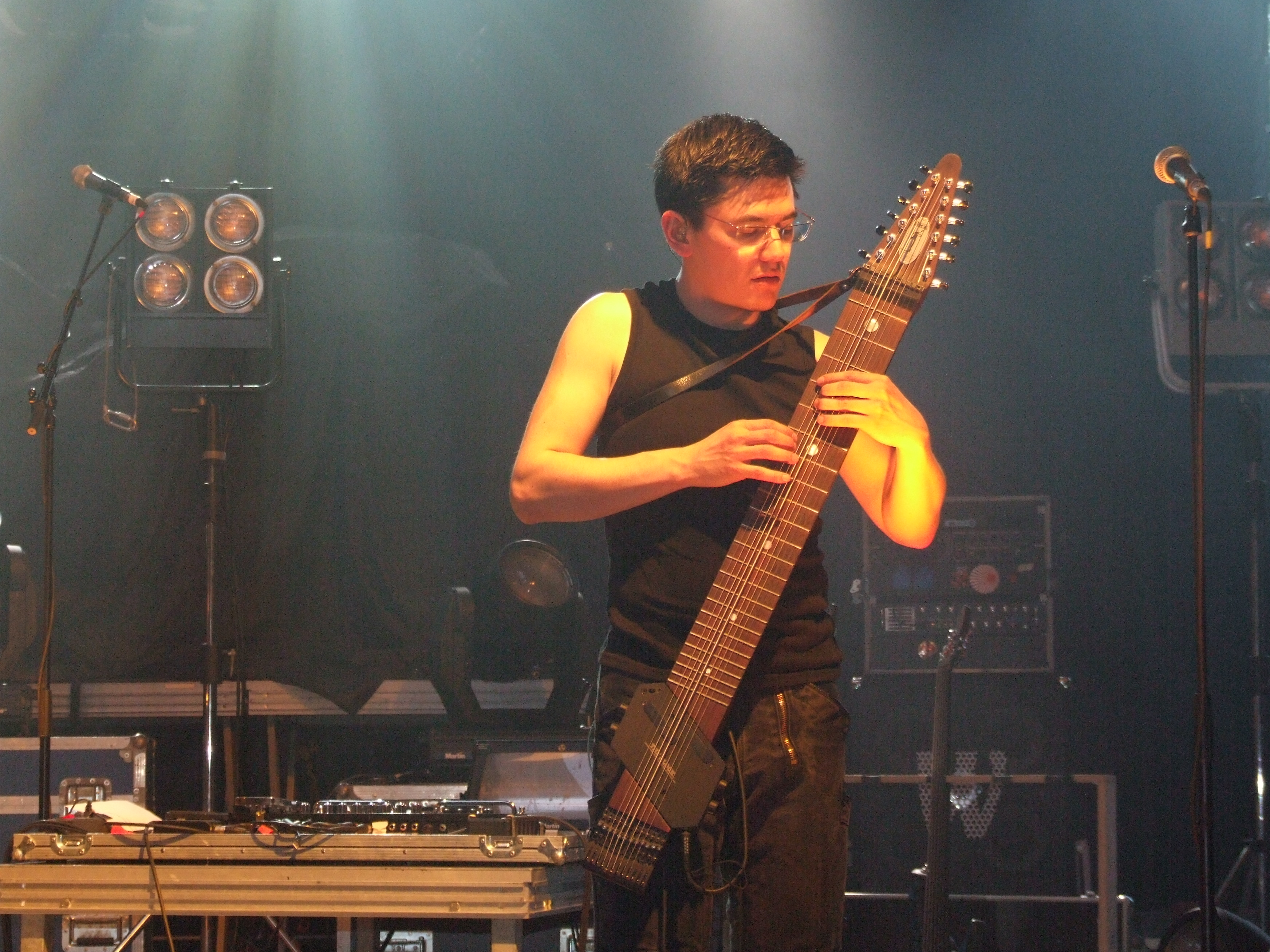
نواختن چپمن استیک

چپمن استیک (به انگلیسی: Chapman Stick) نوعی ساز برقی است که توسط اِمِت چپمن در اوایل دهٔ ۱۹۷۰ میلادی ابداع شده.این ساز از خانوادهٔ گیتار است و دارای ۱۰ تا ۱۲ رشته‌سیم می‌باشد.